# Notodden
Notodden är en tätort och stad som utgör centralort i Notoddens kommun i Telemark fylke i södra Norge. Staden ligger vid älven Tinnelvas utlopp i Heddalsvatnet, cirka 120 kilometer sydväst om Oslo.
Notodden växte upp kring Norsk Hydros anläggningar på platsen, och erhöll stadsrättigheter 1913. Staden ligger vid Bratsbergbanen.
Notodden är en del av industriminnet Rjukan-Notodden som utsågs till världsarv av Unesco år 2015.